# Vamp
För andra betydelser, se Vamp (olika betydelser).
Vampen är en femme fatale från stumfilmens dagar. Uttrycket myntades i samband med Theda Baras första filmroll i A fool there was från 1915, som byggde på Rudyard Kiplings dikt The Vampire. Den typiska vampen är oftare brunett än blond och tar för sig, förför och förgör iklädd mörka dramatiska kläder och lika dramatisk smink. Ibland kunde vampen ha ett icke-europeiskt utseende. Skådespelare som blev kända för vamproller är Musidora, Theda Bara, Nita Naldi, Pola Negri och Myrna Loy under hennes tidiga karriär.
I sentida filmer används vampen ofta som parodiskt inslag.
I dagligt språkbruk har vamp kommit att betyda en sexuellt utmanande kvinna i lyxiga slinkiga klänningsfodral med djup urringning ("ålskinn"), främst i film men även i andra sammanhang. Genom denna senare betydelse refererades inom svensk film och teater ofta, på grund av sina roller, skådespelerskan Mona Seilitz som vamp.